# Zubenelgenubi
Zubenelgenubi (en árabe: الزبن الجنوبي‎, romanizado: az-zuban al-janūbiyy, lit. 'la pinza sur (del escorpión)') es la segunda estrella más brillante de la constelación de Libra, conocida también como α Librae, Kiffa Australis o Elkhiffa Australis (traducciones parciales al latín del árabe al-kiffah al-janūbiyy, "el plato sur (de la balanza de Libra)).
Esta constelación se encuentra cerca de la de Escorpión; los árabes antiguamente consideraban a Zubenelgenubi y a Zubeneschamali las pinzas del signo del zodíaco. Sin embargo, los romanos luego inventaron la constelación de Libra quitándole estrellas a la de Scorpio, razón por la cual las estrellas más brillantes de Libra se llaman Zubenelgenubi (pinza sur del Escorpión) y Zubeneschamali (pinza norte del Escorpión).
Zubenelgenubi es una estrella doble visual, estando ambas componentes separadas una distancia angular de 231" (3'51"). La más brillante de las dos es una estrella blanca (tipo espectral A3 y magnitud aparente 2,8) y la otra estrella es amarillo-pálida de tipo espectral F4 y magnitud aparente 5,2. A su vez, la más brillante de las dos parece ser un sistema estelar doble, formado por dos estrellas también de clase A, estas muy próximas entre sí (menos de una UA). El sistema se encuentra a 77 años luz de nuestro sistema solar.
Zubenelgenubi está cerca de la eclíptica y puede ser ocultada por la luna y más raramente por planetas: la próxima ocultación por un planeta (Mercurio) será el 10 de noviembre de 2052.